# Eucopia
Eucopia is een geslacht van kreeftachtigen uit de familie van de Eucopiidae.

## Soorten
- Eucopia australis Dana, 1852
- Eucopia crassicornis Casanova, 1997
- Eucopia grimaldii Nouvel, 1942
- Eucopia linguicauda O. Tattersall, 1955
- Eucopia major Hansen, 1910
- Eucopia panayensis Bacescu, 1991
- Eucopia sculpticauda Faxon, 1893
- Eucopia unguiculata (Willemoes-Suhm, 1875)